# Pohlia oerstediana
Pohlia oerstediana är en bladmossart som beskrevs av Arthur Jonathan Shaw 1982. Pohlia oerstediana ingår i släktet nickmossor, och familjen Bryaceae. Inga underarter finns listade i Catalogue of Life.